# Jeffrey T. Pennington

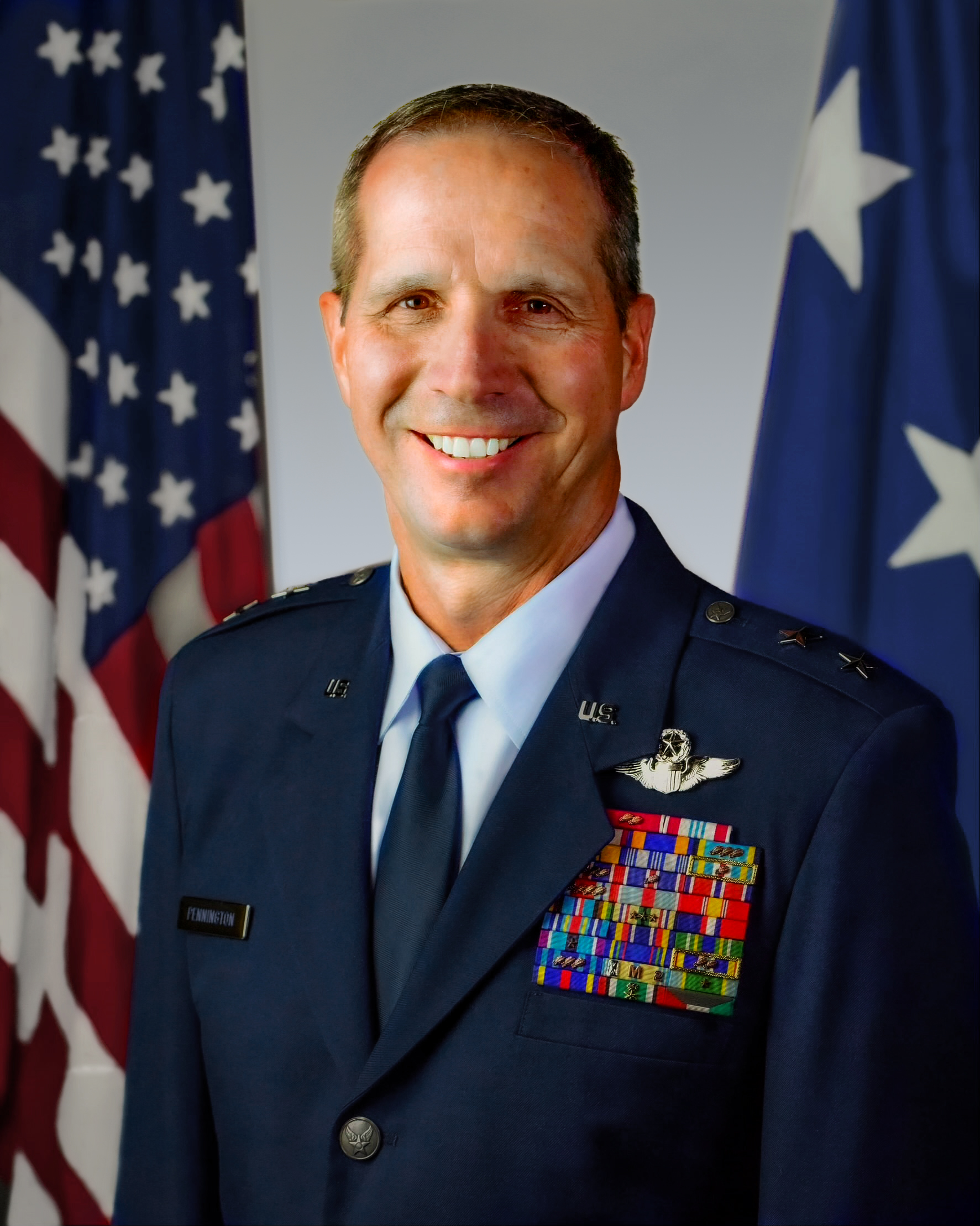
Jeffrey T. Pennington (2021)

Jeffrey T. Pennington (* um 1966) ist ein pensionierter Generalmajor der United States Air Force. Er war unter anderem Kommandeur der 4. Luftflotte (Fourth Air Force).
Über das ROTC-Programm der Kansas State University gelangte er im Jahr 1988 in das Offizierskorps der United States Air Force. Dort durchlief er anschließend alle Offiziersränge vom Leutnant bis zum Zwei-Sterne-General.
Im Lauf seiner militärischen Karriere absolvierte er verschiedene Kurse und Schulungen. Dazu gehörten unter anderem eine Ausbildung zum Kampfpiloten und weitere Fortbildungskurse als Pilot neuer Flugzeugtypen; die Squadron Officer School auf der Maxwell Air Force Base in Alabama sowie das Air Command and Staff College und das Air War College, beide über einen Fernkurs. Im weiteren Verlauf besuchte er unter anderem das Armed Forces Staff College in Norfolk in Virginia; den Anti-Terrorism Level IV Course in Washington, D.C. sowie den NATO Reserve Senior Officer Course an der NATO School Oberammergau. Es folgten weitere Kurse und Weiterbildungen unter anderem an der Harvard Kennedy School und der Liberty University.
In seinen frühen Jahren als Offizier der Luftwaffe war er an verschiedenen Stützpunkten in den Vereinigten Staaten stationiert. Dabei war er als Pilot, Flugausbilder oder Stabsoffizier bei unterschiedlichen Einheiten, die der Reserve der Air Force unterstanden, tätig. Zwischen Februar 2007 und Oktober 2010 kommandierte er auf der March Air Reserve Base in Kalifornien die 452nd Operations Group, die der 4. Luftflotte untersteht.
Anschließend erhielt er den Oberbefehl über das 911. Transportgeschwader (911th Airlift Wing), den er bis zum Mai 2012 innehatte. Dieses Geschwader ist in Pittsburgh in Pennsylvania stationiert und untersteht ebenfalls der 4. Luftflotte. Zwischenzeitlich war er dabei zwischen September 2011 und April 2012 in Camp Arifjan in Kuwait stationiert. Es folgte eine Versetzung zur Lackland Air Force Base in Texas, wo Jeffrey Pennington zwischen Mai 2012 und Januar 2014 das 433. Transportgeschwader (433rd Airlift Wing) kommandierte, das ebenfalls zur 4. Luftflotte gehörte.
Seine nächste Mission führte ihn zur Dobbins Air Force Base in Georgia. Zwischen Januar 2014 und August 2016 gehörte er dort zunächst dem Stab der 22. Luftflotte (Twenty Second Air Force) und dann ab Mai 2015 dem des 78. Basisgeschwaders (78th Air Base Wing) an. Zwischen August 2016 und April 2020 war er als Mobilization Assistant auf der Maxwell AFB tätig. Bis zum Februar 2018 war er dort beim Curtis E. LeMay Center for Doctrine Development and Education und danach bei der Air University in dieser Funktion tätig.
Am 7. April 2020 übernahm er auf der March Air Reserve Base in Kalifornien als Nachfolger von Randall A. Ogden das Kommando über die 4. Luftflotte. Dieses Amt bekleidete er bis zum August 2022 als Derin S. Durham seine Nachfolge antrat. Danach wurde er auf der Robins AFB in Georgia stellvertretender Kommandeur des Air Force Reserve Commands. Diesen Posten bekleidete er zwischen August 2022 und seiner Pensionierung im Mai 2024.
Während seiner aktiven Zeit als Militärpilot absolvierte er über 5600 Flugstunden auf verschiedenen Flugzeugtypen.

## Daten der Beförderungen
| Abzeichen | Rang               | Jahr               |
| --------- | ------------------ | ------------------ |
|           | Second Lieutenant  | 12. August 1988    |
|           | First Lieutenant   | 12. August 1990    |
|           | Captain            | 12. August 1992    |
|           | Major              | 1. August 2000     |
|           | Lieutenant Colonel | 30. September 2004 |
|           | Colonel            | 22. Februar 2008   |
|           | Brigadier General  | 2. Dezember 2017   |
|           | Major General      | 29. April 2021     |

## Orden und Auszeichnungen
Jeffrey Pennington erhielt im Lauf seiner militärischen Laufbahn unter anderem folgende Auszeichnungen:
- Legion of Merit
- Defense Meritorious Service Medal
- Meritorious Service Medal
- Air Medal
- Aerial Achievement Medal
- Air Force Commendation Medal
- Air Force Achievement Medal
- Joint Meritorious Unit Award
- Air Force Outstanding Unit Award
- Air Force Organizational Excellence Award
- Combat Readiness Medal
- National Defense Service Medal
- Armed Forces Expeditionary Medal
- Southwest Asia Service Medal
- Kosovo Campaign Medal
- Global War on Terrorism Expeditionary Medal
- Global War on Terrorism Service Medal
- Korean Defense Service Medal
- Humanitarian Service Medal
- Nuclear Deterrence Operations Service Medal
- Kuwait Liberation Medal (Saudi-Arabien)
- Kuwait Liberation Medal (Kuwait)